# Liste der Baudenkmale in Wolfsburg-Wendschott
In der Liste der Baudenkmale in Wolfsburg-Wendschott sind alle Baudenkmale der niedersächsischen Ortschaft Wolfsburg-Wendschott aufgelistet. Die Quelle der Baudenkmale ist der Denkmalatlas Niedersachsen. Der Stand der Liste ist der 26. März 2021.

## Allgemein
In den Spalten befinden sich folgende Informationen:
- Lage: die Adresse des Baudenkmales und die geographischen Koordinaten. Kartenansicht, um Koordinaten zu setzen. In der Kartenansicht sind Baudenkmale ohne Koordinaten mit einem roten Marker dargestellt und können in der Karte gesetzt werden. Baudenkmale ohne Bild sind mit einem blauen Marker gekennzeichnet, Baudenkmale mit Bild mit einem grünen Marker.
- Bezeichnung: Bezeichnung des Baudenkmales
- Beschreibung: die Beschreibung des Baudenkmales. Unter § 3 Abs. 2 NDSchG werden Einzeldenkmale und unter § 3 Abs. 3 NDSchG Gruppen baulicher Anlagen und deren Bestandteile ausgewiesen.
- ID: die Objekt-ID des Baudenkmales
- Bild: ein Bild des Baudenkmales, ggf. zusätzlich mit einem Link zu weiteren Fotos des Baudenkmals im Medienarchiv Wikimedia Commons. Wenn man auf das Kamerasymbol klickt, können Fotos zu Baudenkmalen aus dieser Liste hochgeladen werden:

## Wendschott

### Gruppe baulicher Anlagen
| Lage                                          | Bezeichnung | Beschreibung                                                                                                 | ID       | Bild |
| --------------------------------------------- | ----------- | --- | -------- | ---- |
| Kleitschestraße 1 52° 27′ 28″ N, 10° 51′ 5″ O | Hofanlage   | Langgestreckte U-förmige Anlage mit Wohnhaus, Stall und Scheune, einheitlich erbaut um Mitte 19. Jahrhundert | 34200587 | BW   |

### Einzeldenkmale
| Lage                                                  | Bezeichnung                  | Beschreibung                                                                                               | ID       | Bild |
| ----------------------------------------------------- | ---------------------------- | --- | -------- | ---- |
| Bergmannskamp 2 52° 27′ 28″ N, 10° 51′ 1″ O           | Wohn-/Wirtschaftsgebäude     | | 34265220 | BW   |
| Kleitschestraße 1 52° 27′ 28″ N, 10° 51′ 3″ O         | Wohnhaus                     | Zweigeschossiger Fachwerkbau, erbaut um Mitte 19. Jahrhundert                                              | 34265268 | BW   |
| Kleitschestraße 1 52° 27′ 28″ N, 10° 51′ 5″ O         | Stall                        | Zweigeschossiger Sandstein- und Fachwerkbau, erbaut um Mitte 19. Jahrhundert                               | 34265294 | BW   |
| Kleitschestraße 1 52° 27′ 28″ N, 10° 51′ 5″ O         | Scheune                      | Fachwerkbau, erbaut um Mitte 19. Jahrhundert                                                               | 34265319 | BW   |
| Kleitschestraße 2 52° 27′ 27″ N, 10° 51′ 6″ O         | Wohn-/Wirtschaftsgebäude     | Fachwerkbau, zweigeschossiger Wohnteil, Wirtschaftsgiebel massiv erneuert, erbaut um Mitte 19. Jahrhundert | 34265344 | BW   |
| Schützenring 44/46/48/50 52° 27′ 20″ N, 10° 51′ 16″ O | Wohn-/Wirtschaftsgebäude     | Kleines Querdielenhaus, eingeschossiger Fachwerkbau, erbaut Mitte 19. Jahrhundert                          | 34265244 | BW   |
| Wendenstraße 4 52° 27′ 19″ N, 10° 50′ 59″ O           | Wohnhaus                     | | 34265368 | BW   |
| Wendenstraße 14 52° 27′ 24″ N, 10° 51′ 1″ O           | Niedersachsenhaus Wendschott | | 34265392 |      |
| Wendenstraße 55 52° 27′ 23″ N, 10° 50′ 57″ O          | Wohnhaus                     | Zweigeschossiger Fachwerkbau, erbaut um 1880.                                                              | 34265416 | BW   |
| Wendenstraße 69 52° 27′ 29″ N, 10° 51′ 1″ O           | Scheune                      | | 34265498 | BW   |
| Wendenstraße 71 52° 27′ 30″ N, 10° 51′ 2″ O           | Ehemalige Gaststätte         | Zweigeschossiger Fachwerkbau, erbaut um 1880.                                                              | 34265523 | BW   |
| Wendenstraße 73 52° 27′ 31″ N, 10° 51′ 4″ O           | Ehemalige Schule             | | 34265552 |      |